# إيفي آي. كانينج
إيفي آي. كانينج (بالإنجليزية: Effie Crockett)‏ هي كاتبة أغاني وملحنة وممثلة أمريكية، ولدت في 1857 في روكلاند في الولايات المتحدة، وتوفيت في 7 يناير 1940.

## وصلات خارجية
- إيفي آي. كانينج على موقع IMDb (الإنجليزية)